# Namirial
Namirial S.p.A. è una società italiana che fornisce soluzioni software e servizi fiduciari digitali, tra cui firma digitale, posta elettronica certificata (PEC), recapito certificato qualificato (SERCQ), gestione documentale e conservazione sostitutiva, identità digitale SPID, rilascio di certificati SSL. A essi si aggiungono altri servizi, come la fatturazione elettronica e il customer onboarding, soluzioni di cloud computing, cybersecurity, analisi del credito. L'azienda ha la sua sede principale a Senigallia e, in seguito alla creazione di società estere in Germania, Romania e Brasile, e all'acquisizione di aziende operanti in Italia, Austria, Francia e Spagna, è a capo di un gruppo industriale che ha sedi operative e commerciali in Italia, Europa, Latam, India e a Macao.   

## Storia
Fondata nel 2000 a Senigallia da Enrico Giacomelli e Claudio Gabellini, la società inizia a operare nel settore informatico offrendo software e soluzioni verticali su misura per la digitalizzazione dei processi delle PMI e di diverse categorie di professionisti (commercialisti, avvocati, ingegneri, architetti).
A partire dal 2005 l'azienda entra nel settore edilizio, con software per la progettazione, la realizzazione di piani di sicurezza e antincendio e il rilascio della certificazione energetica, realizzati in proprio o portati in dote da altre aziende che vengono acquisite e che nel 2008 vengono unite in un'unica azienda di nuova costituzione denominata Namirial Edilizia. 
Dopo la fase iniziale in cui si posiziona sul mercato essenzialmente come fornitore di software, l'azienda decide di entrare nel mercato dei servizi fiduciari qualificati, avviando un processo che nel 2007 la porta a ottenere la qualifica di gestore di posta elettronica certificata (PEC) e l’iscrizione nell'apposito elenco pubblico tenuto da AgID. Oltre alla PEC, che è un servizio elettronico di recapito certificato, Namirial fornisce anche il SERCQ, servizio elettronico di recapito certificato qualificato ai sensi del Regolamento Europeo eIDAS.
La nuova fase di sviluppo dell'azienda avviene attorno a tre concetti: firma elettronica, identità digitale e gestione documentale.
A partire dal 2010 l'azienda propone un suo servizio di firma elettronica qualificata e viene certificata come fornitore qualificato di servizi fiduciari (QTSP, Qualified Trust Services Provider) ai sensi del Regolamento Europeo 910/2014 (eIDAS) e iscritta nell'elenco pubblico dei Prestatori di servizi fiduciari attivi in Italia, tenuto da AgID.
Lo sviluppo di servizi legati all’identità digitale parte nel 2017 con l’ingresso di Namirial in SPID in qualità di provider accreditato da AgID per il rilascio di identità digitale e prosegue nel 2020 con il lancio di un servizio di onboarding multichannel per l'identificazione e l'autenticazione online degli utenti.
Nel 2014 Namirial avvia un servizio di conservazione sostitutiva, in base alle linee guida emanate da AgID. Successivamente, l’azienda ottiene l’iscrizione al marketplace dei conservatori iscritti, un apposito elenco tenuto da AgID e riservato ai soggetti pubblici e privati che intendono erogare il servizio di conservazione dei documenti informatici per conto delle pubbliche amministrazioni.
A partire dalla metà degli anni Duemiladieci, Namirial avvia una fase di crescita sui mercati europeo e latino americano, attuata tramite acquisizioni di società già esistenti o con la creazione di nuove sedi estere. In questa fase si inserisce anche l’ingresso in azienda, come socio di maggioranza, del fondo Ambienta. 
La prima espansione sui mercati esteri avviene nel 2015 con l’acquisizione di Xyzmo Software GmbH e SIGNificant Signature Solutions GmbH, società austriache che dispongono di soluzioni multicanale di Digital Transaction Management (DTM) legalmente valide in tutta l’UE.
In seguito, l’azienda amplia il suo raggio d’azione all’estero grazie alla costituzione di Namirial Tecnologia da Informaçao LTDA, con sede a San Paolo (Brasile), nata per supportare ed espandere le attività del gruppo in America Latina, e Namirial Deutschland GmbH, con sede a Herrenberg, nel distretto di Stoccarda.
Nel 2020, Ambienta SGR SpA, fondo di private equity focalizzato sulla sostenibilità - guidato da Nino Tronchetti Provera e con sede a Milano - entra nel capitale sociale di Namirial con una quota del 70%.
Il cambio dell'assetto societario porta in azienda nuove risorse di profilo dirigenziale (come Massimiliano Pellegrini, attuale amministratore delegato) e soprattutto un nuovo piano industriale incentrato su un'ulteriore fase di crescita per acquisizione. Tali acquisizioni sono finalizzate a rafforzare il gruppo nei settori onboarding, identità digitale e digital trust services, sostenendone la crescita sui mercati europeo e internazionale.
Tra il 2021 e il 2022 entrano a far parte del gruppo le società:
- Netheos, azienda francese con sede a Montpellier focalizzata sull’identificazione remota e sulle soluzioni di onboarding digitale[7].
- Evicertia, con sede a Madrid, che fornisce digital trust services per la comunicazione certificata, la firma elettronica e l'onboarding digitale[8];
- Bit4id, società con sede a Napoli, fornitore di tecnologie di identità digitale e digital trust services. Bit4id è presente anche nel mercato spagnolo e Latam attraverso la controllata Uanataca S.A., Certification Authority con sede a Barcellona[9];
- Agenzia Trotta, società con sede a Milano specializzata nella gestione di attività telematiche amministrative, societarie e fiduciarie per conto di studi legali, avvocati e commercialisti[10].

Nel 2022 Namirial entra a far parte di Potential - Pilots for European Digital Identity Wallet Consortium, uno dei quattro consorzi paneuropei impegnati a sviluppare e testare l'uso del portafoglio europeo di identità digitale voluto dalla Commissione europea. Dal 2025 Namirial fa parte anche del consorzio Aptitude, che coinvolge oltre 110 organizzazioni da più di 15 paesi e che si occupa di sperimentare il wallet digitale nei settori mobilità, trasporti e servizi bancari.
Nel 2023 Namirial sigla con RGI Group (azienda controllata dal fondo britannico CVC Capital Partners) una partnership per accelerare la digital transformation del settore assicurativo. Nell'ambito di tale accordo, Namirial acquisisce da RGI Group la società Unimatica Spa, con sede a Bologna e specializzata nella fornitura di soluzioni digitali per i settori della pubblica amministrazione locale e delle assicurazioni.
Il 16 gennaio 2025 l'azienda annuncia l'acquisizione di Digital Technologies Società Benefit, azienda italiana con sede a Trezzano sul Naviglio che fornisce software per il digital transaction management, in particolare in ambito di iper-automazione digitale dei processi e flussi documentali, e software per la fatturazione elettronica.

## Il passaggio al fondo americano Bain Capital
Il 25 marzo 2025 alcuni media finanziari  hanno riportato la notizia del passaggio del Gruppo Namirial da Ambienta SGR Spa a Bain Capital, una società di investimento statunitense. Il fondo di private equity americano ha rilevato da Ambienta la partecipazione di maggioranza in Namirial, con una valutazione che alcune fonti finanziarie hanno stimato attorno a 1,1 miliardi di euro. In seguito all'operazione, il fondatore Enrico Giacomelli e il management dell'azienda, guidato dall'amministratore delegato Max Pellegrini, hanno continuato a detenere una parte significativa delle azioni della società. Con un comunicato stampa pubblicato sul proprio sito web il 26 marzo 2025, Namirial ha ufficializzato l'acquisizione da parte di Bain Capital, frutto di un accordo definitivo la cui transazione dovrebbe concludersi nel secondo trimestre del 2025, subordinatamente alle consuete condizioni di chiusura e approvazioni normative.

## L'unione tra Namirial e Signaturit
Il 1° luglio 2025, con un comunicato stampa, Namirial annuncia di aver avviato trattative esclusive per l’ingresso nel gruppo di Signaturit, fornitore di servizi fiduciari qualificati specializzato in servizi DTM basati su cloud e attivo principalmente in Spagna e Francia, controllato dal fondo di growth equity PSG. 
Attraverso questa transazione, soggetta alle consuete approvazioni normative, PSG uscirà dal suo investimento attraverso il suo fondo PSG Europe I e, insieme al management di Signaturit, reinvestirà nella piattaforma combinata come socio di minoranza significativo insieme agli azionisti di Namirial, Bain Capital, Ambienta e il fondatore e il management di Namirial. 